# Roanne
Roanne – miejscowość i gmina we Francji, w regionie Owernia-Rodan-Alpy, w departamencie Loara.
Według danych na rok 1990 gminę zamieszkiwało 41 756 osób, a gęstość zaludnienia wynosiła 2594 os./km² (wśród 2880 gmin regionu Rodan-Alpy Roanne plasuje się na 11. miejscu pod względem liczby ludności, natomiast pod względem powierzchni na miejscu 705.). Miasto partnerskie Legnicy.
W latach 1897−1952 w mieście działała komunikacja tramwajowa.

## Galeria

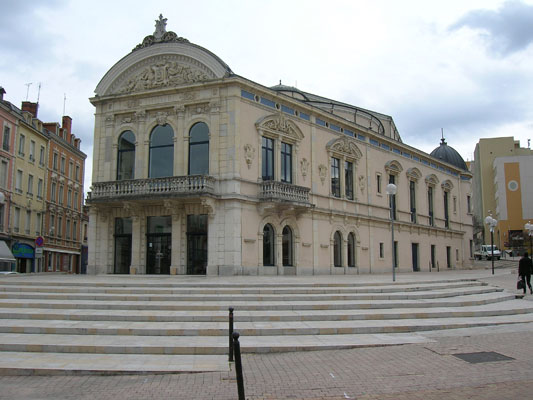
Teatr w Roanne, 2008
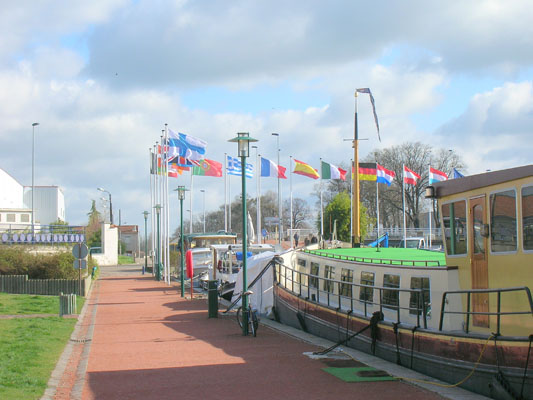
Port w Roanne, 2008
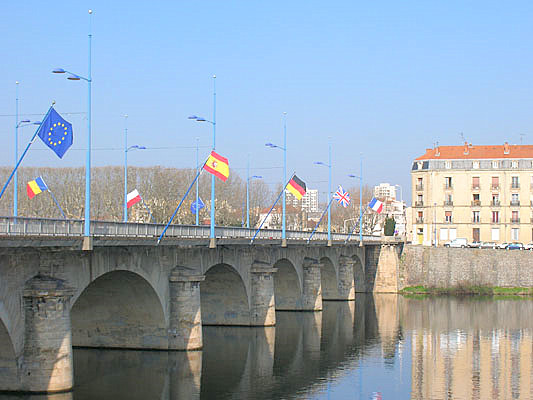
Most nad Loarą w Roanne, 2008
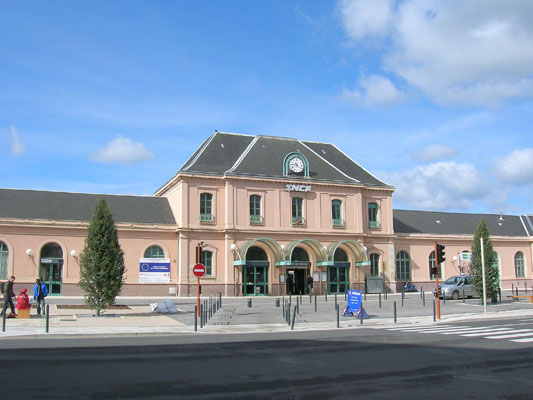
Dworzec kolejowy w Roanne, 2008

## Miasta partnerskie
- Guadalajara, Hiszpania
- Nuneaton and Bedworth, Wielka Brytania
- Reutlingen, Niemcy
- Montevarchi, Włochy
- Piatra Neamț, Rumunia
- Legnica, Polska